# クリスティアン・マイアー
クリスティアン・マイアー（Christian Meier、1985年2月21日 - ）は、カナダ、サセックス出身の自転車競技（ロードレース）選手。

## 経歴
2005年、シメトリックスに加入。
2009年、ガーミン・スリップストリームに移籍。
2011年、スパイダーテックに移籍。
2012年、グリーンエッジに移籍。
2016年、奥さんのコーヒーカフェを手伝うために引退を表明。31歳という若さで、チームも当人も順調にキャリアを積んでいただけに、意外な引退であった。

## 主な戦績

### 2007年
- カナダ選手権　優勝（U23個人ロードレース）
- ブエルタ・チワワ・インテルナシオナル　総合2位
- エルサルバドル一周　総合2位

### 2008年
- カナダ選手権　優勝（個人ロードレース）

### 2009年
- カナダ選手権　2位（個人タイムトライアル）

### 2010年
- バスク一周　スプリント賞
- ジロ・デル・ヴェネト　10位
- ツアー・オブ・ブリテン　総合7位

### 2011年
- ブエルタ・ア・アストゥリアス　総合8位
- カナダ選手権　2位（個人タイムトライアル）

### 2012年
- ツール・ド・ボース　総合3位
- カナダ選手権 　2位（個人タイムトライアル）
- ジャパンカップサイクルロードレース　5位

### 2013年
- カタルーニャ一周　スプリント賞
- ツール・ド・ボース 総合3位
- カナダ選手権　6位（個人ロードレース）、2位（個人タイムトライアル）

### 2014年
- バイエルン一周　山岳賞